# Acinetobacter baumannii
Acinetobacter baumannii je multirezistentní gramnegativní kmen bakterie, vyskytující se zcela běžně v přírodě ve vodě, půdě, či v zdravotnických zařízeních. Pro zdravého člověka nepředstavuje zdravotní nebezpečí, u oslabených, či starých jedinců může avšak vyvolati zápal plic, sepsi a záněty. Tato bakterie vykazuje rezistenci vůči několika doposud známým a obvykle užívaným antibiotikům, mezi něž patří kupříkladu penicilin, cefalosporin, fluorchinolon nebo karbapenem. Profylaxí proti této rezistentní bakterii se zdá býti nasazení fágové léčby. Acinetobacter baumannii byl popsán, pojmenován a objeven profesorem Alexandrem Nemcem.